# Histoire de la langue portugaise

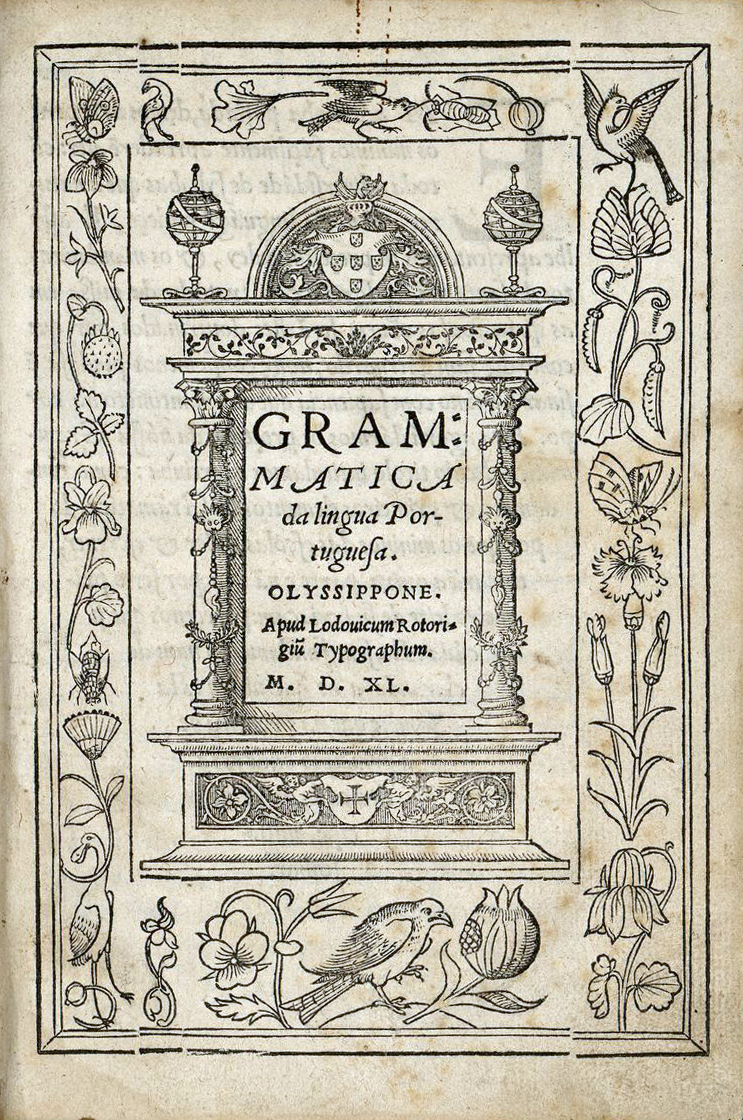
Frontispice de la Grammatica da lingua portuguesa de João de Barros (1540).

L’histoire de la langue portugaise est l'histoire de l'évolution de la langue portugaise depuis son origine, à l’ouest de la péninsule Ibérique, jusqu'à nos jours en tant que langue officielle parlée au Portugal et dans plusieurs pays lusophones. D'après différents aspects linguistiques (la phonétique, la morphologie, le lexique et la syntaxe), le portugais est essentiellement le résultat d'une évolution du latin vulgaire répandu par les colons romains au IIIe siècle av. J.-C., sous légères influences d'autres langues.
Le portugais archaïque s'est développé au Ve siècle, après la chute de l'Empire romain et des invasions barbares, comme un dialecte romain, appelé galaïco-portugais, qui se différencia d'autres langues ibéro-romanes. Utilisé dans des manuscrits, le galaïco-portugais devient une langue développée au XIIIe siècle, accompagnée d'une littérature riche. En 1290, il a été promulgué langue officielle du Royaume de Portugal par le roi Denis Ier. Durant la Renaissance, il se rapproche du portugais moderne. La normalisation du portugais débuta en 1536, avec la création des premières conventions grammaticales de la langue par Fernão de Oliveira et João de Barros.
À partir du XVIe siècle, l'expansion liée aux Grandes découvertes a répandu le portugais en dehors du Portugal, impliquant ainsi la différenciation entre le portugais européen et le portugais international. En 1990, l'Accord orthographique de la langue portugaise a été créé dans le but d'établir une orthographe unique ; il a été signé par les représentants de l'Angola, du Brésil, du Cap Vert, de la Guinée Bissau, du Mozambique, du Portugal et de Sao Tomé-et-Principe.

## Protohistoire (IIIesiècleav. J.-C.-XIIesiècle)

### Substrats pré-romains

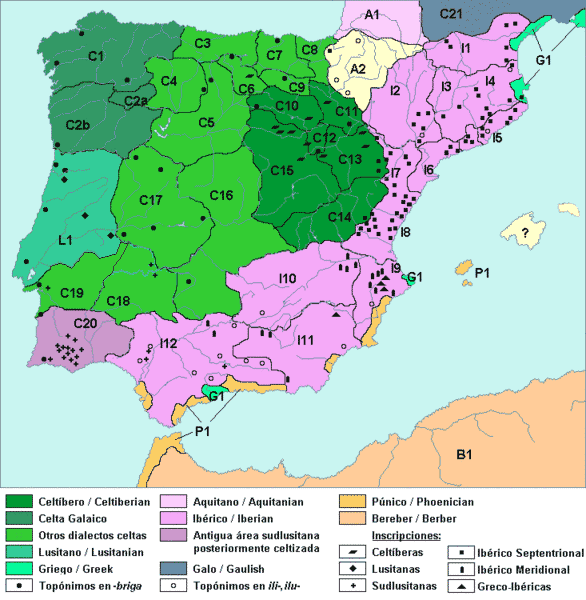
Carte des langues paléo-hispaniques dans la péninsule ibérique.

La langue portugaise contient un substrat celtique et lusitain, originaire des langues parlées par les peuples qui habitaient la partie occidentale de la péninsule Ibérique, avant l'occupation romaine. Des écrits témoignent de l'existence de langues paléo-hispaniques.
Du lusitain, une langue indo-européenne 
dont l'origine celtique, est débattue, on ne connaît que cinq écrits en alphabet latin, retrouvés sur différents sites archéologiques dans l'actuel Portugal. De même pour le gallaïque, plusieurs mots et phrases courtes ont été découverts en alphabet latin. Après plusieurs siècles de cohabitation avec le latin, ces deux langues ont été absorbées ; cependant, le lusitain et le gallaïque laissèrent leurs traces dans un dialecte important dans l'évolution de la langue portugaise et le galicien.
L'influence celte se retrouve dans plusieurs mots de la langue portugaise et notamment dans des noms de lieu, par exemple le mot briga « forteresse », qui s’apparente au vieil irlandais bríg « montagne, colline fortifiée », se retrouve dans Lacóbriga et Brigantia (respectivement les anciens noms de Lagos et de Bragance).

### Le latin: la base de la langue (IIIesiècleav. J.-C.-Vesiècle)

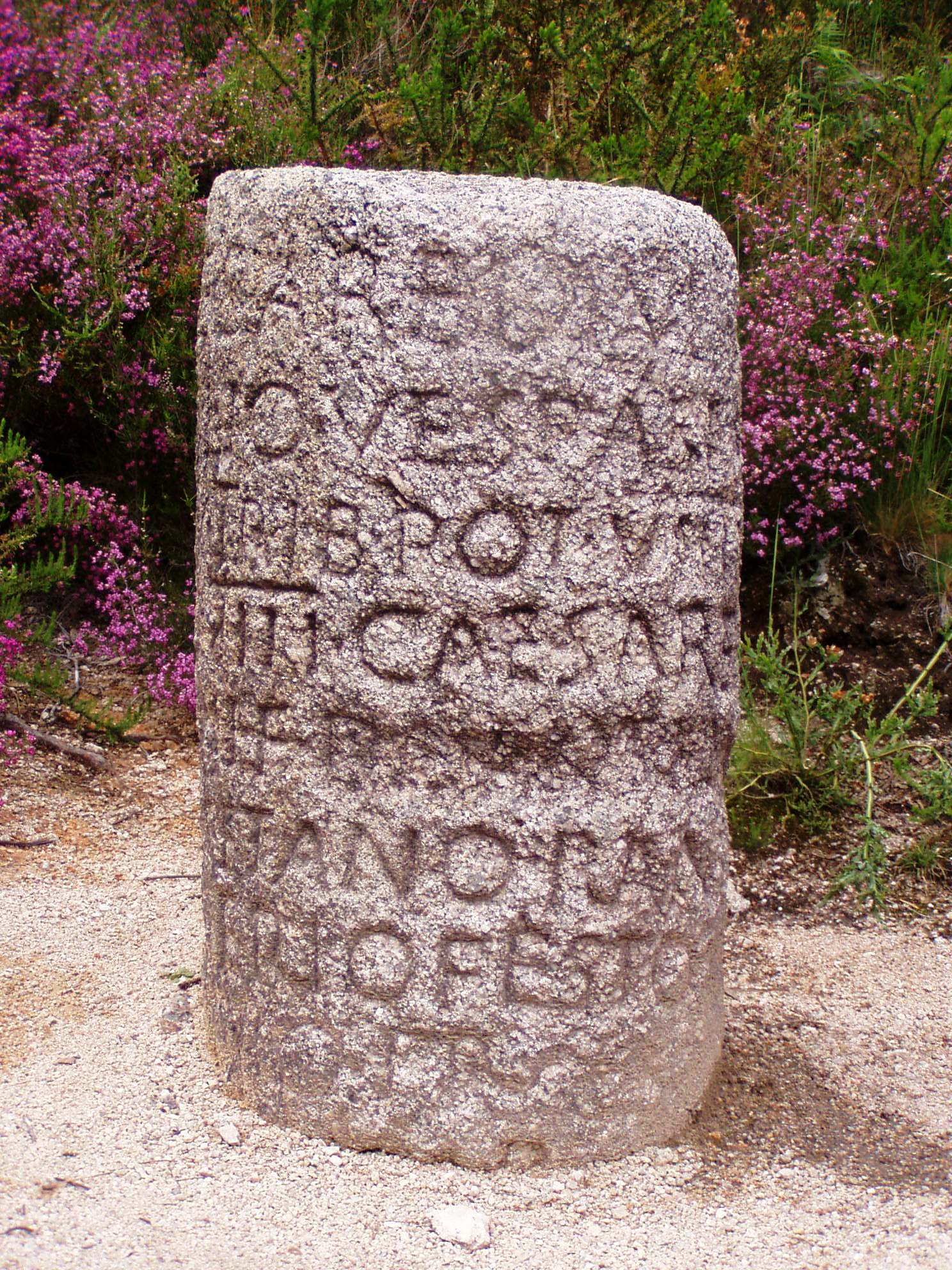
Inscription latine sur une borne milliaire de la Via Nova.

En 218 av.J.C., les romains commencèrent l'invasion de la péninsule ibérique, où ils établirent plus tard la province romaine de Lusitanie, centre et sud de l'actuel Portugal. À la suite des guerres cantabres, la province de Gallécie est établie.
La romanisation a affecté la vie quotidienne, y compris la langue. Le latin, langue officielle de l'Empire romain est rapidement devenue courante dans l'administration. La version familière du latin, le latin vulgaire, parlée dans tout l'Empire a été largement diffusée par les soldats, les colons et les marchands.
Parler latin était davantage considéré comme un privilège plutôt qu'un droit ; en effet, les plus hautes classes de la société avaient souvent la charge de s'occuper de l'administration romaine. L'assimilation du latin dans l'actuel territoire portugais s'est réalisée suivant deux rythmes : dans la province romaine de Lusitanie, le latin fut vite adopté, grâce à la romanisation rapide de cette région et de la richesse des cultures qui y a été apportée. Au nord, dans l'actuelle Galice, la romanisation était plus laborieuse, à cause de la ruralité et l'isolement plus prononcées de la région ; cela a permis le développement d'une variété de langues latines influencées par le gallaïque,. En outre, le latin se popularisa davantage du fait de la christianisation de la péninsule ibérique à partir du Ier siècle.
L'usage des langues paléo-hispaniques diminuait, d'abord à cause du bilinguisme dans les centres d’occupation romains, et ensuite, parce qu’il se limitait à quelques régions isolées. Les langues paléo-hispaniques ont finalement disparu, néanmoins, on suppose que son contact avec la langue latine a contribué au développement de plusieurs dialectes dans les provinces d'Hispanie.
On pense que le fait que la Lusitanie et la Galice fissent partie de la même région romaine, l'Hispanie ultérieure, sous l'influence de la Bétique, une ancienne province colonisée par l'aristocratie sénatoriale, explique le latin conservateur qui a préservé certaines formes archaïques au lieu de formes latines récentes, et qui peut en partie expliquer la différence de prononciation entre le "o" castillan et le "o" portugais. Un des phénomènes les plus anciens en termes de différenciation entre le castillan et le portugais est le changement des "b" pour des "v", appelé bêtacisme, probablement dû à cause de l'influence des langues préromaines. Dans le latin classique, le son [v] n'existait pas, dans le mot latin "via" : le "v" se prononçait sensiblement de la même manière qu'un "w". À partir du Ier siècle, le latin vulgaire a transformé le /w/ en /β/, qui s'est maintenu dans le castillan, mais qui a évolué en /v/ en portugais.
Le processus de différenciation des dialectes qui entraîna le développement de diverses traces de langues ibéro-romanes aurait eu lieu durant la période romaine,,. Comme pour beaucoup de langues romanes, le latin aura grandement contribué au lexique de la langue portugaise.

### La langue romane d'influence suève et wisigothe
À partir de 409, alors que l'Empire romain s'effondrait, la péninsule ibérique était occupée par des peuples d'origine germanique. Le territoire fut alors cédé à ces peuples en tant que peuples fédérés : en 411, les Suèves établirent le royaume suève en Gallécie ; tandis que les Wisigoths dominaient la Lusitanie (476-711).
Ces peuples adoptèrent en grande partie la culture romaine, dont les lois, le christianisme et le latin. Malgré les invasions, l'organisation ecclésiastique s'est maintenu : les Suèves l'adoptaient encore au Ve siècle. Cette organisation ecclésiastique a été un important instrument de stabilité.
Le latin écrit, influencé par les langues germaniques et romanes, s'est affirmé, en Europe, en tant que langue véhiculaire, liturgique et juridique : il s'agit du latin médiéval.
Cependant, une fois que les écoles et l'administration romaine disparurent, le latin vulgaire devenait de moins en moins uniformisé et évoluait différemment selon les régions. On pense que le latin vulgaire n'était plus parlé dans la péninsule ibérique, vers l'an 600. Dans la province de Gallécie, apparaissent les caractéristiques d'une forme primitive de galaïco-portugais.
La présence germanique, dû aux trois siècles de dominance du peuple wisigoth, dans la langue portugaise se retrouve majoritairement dans les noms propres (Rodrigo, Afonso, Fernando, Gonçalo, Henrique…), dans la toponymie (Gondomar, Esposende, Guimarães…), dans le suffixe -engo (solarengo, mostrengo), ainsi que certains mots du lexique de la guerre et de la poésie. De plus, la lettre ç (c cédille) tient son origine de l'écriture wisigothique, qui résulte de l'évolution du Z (ʒ) wisigoth,.

### L'influence arabe

Carte chronologique montrant le développement et l'évolution des langues parlées dans la péninsule ibérique de l'an 1000 à nos jours.

En 711, les troupes musulmanes venues d'Afrique Nord envahissent la péninsule ibérique. Elles ont rapidement franchi le fleuve Douro, mettant ainsi fin au règne wisigoth. Les musulmans conquirent le territoire qu'ils baptisèrent Al-Andalus.
Avec l'invasion de la péninsule, la langue arabe fut adoptée en tant que langue administrative des régions conquises. Toutefois, la population continuait de parler des dialectes romans, cet ensemble de dialectes est appelé langue mozarabe. La principale influence de la langue arabe apparaît dans le lexique portugais où l'on recense 954 mots d'origine arabe (exemple : azeite « huile » < āz-zeit (أَلْزيت), etc.) appartenant souvent au lexique de l'agriculture, du commerce et de l'administration.
La majorité des mots portugais d'origine arabe sont facilement identifiables par le préfixe al- (correspondant à l'article défini arabe « le ») ou od- qui signifie « fleuve ». Cette influence est visible dans la toponymie, par exemple : Algarve, Odemira.

## Portugais archaïque (XIIesiècle-XVIesiècle)

### Le galaïco-portugais
Entre 740 et 868, la région au nord du Douro (fleuve se localisant au nord de la péninsule ibérique et s'abouchant dans l'océan Atlantique) fut reconquise par les chrétiens hispano-gothiques, où ils établirent leurs royaumes. Le plus ancien document qui révèle des traces romanes date de 755 : Diplôme du roi Silo des Asturies, préservé dans les archives de la Cathédrale de León,. À l'instar de ce document, beaucoup de textes écrits en latin médiéval contiennent des mots d'origine romane.
Au Portugal, les plus vieux textes avec des traces de galaïco-portugais sont Doação à Igreja de Sozello, datant de 870, et Carta de Fundação e Dotação da Igreja de S. Miguel de Lardosa de 882. En Galice, les écrits administratifs en galaïco-portugais remonte à 1231.

### Différenciation entre le portugais et le galicien
En 1143, l'indépendance du Royaume de Portugal fut reconnue officiellement par le Royaume de León, dans lequel le Royaume de Galice avait déjà été incorporé. Du fait de la division territoriale et politique, le galaïco-portugais perdit son unité. Le galicien et le portugais évoluèrent alors indépendamment l'un de l'autre.
Les plus anciens textes connus écrits en portugais sont A Notícia de fiadores et Pacto dos irmãos Pais qui remontent tous deux à 1175. Mais le document qui atteste de la naissance officielle de la langue portugaise date du 27 juin 1214, il s'agit du Testament de Alphonse II, troisième roi de Portugal. En 1290, le roi Denis Ier décréta que la langue alors parlée sur le territoire(le galaïco-portugais parlé), soit utilisée à la place du latin et nommée "portugais".
Les différences entre le portugais, le galicien et le galaïco-portugais sont en gras dans le tableau comparatif ci-dessous..
| Galaïco-portugais | Portugais | Galicien |
| --- | --- | --- |
| Pois ante vós estou aqui, senhor deste meu coraçom, por Deus, teede por razom, por quanto mal por vós sofri, de vos querer de mim doer ou de me leixardes morrer. | Pois ante vós estou aqui, senhor deste meu coração, por Deus, tende por razão, por quanto mal por vós sofri, de vos querer de mim doer ou de me deixardes morrer. | Pois ante vós estou aquí, señor deste meu corazón por Deus, tede por razón, por canto mal por vós sufrín, de vos querer de min doer ou de me deixardes morrer. |